# تنها (فیلم ۲۰۲۳)
تنها (انگلیسی: Alone) (به هندی: Akelli) فیلم هندی درام دلهره‌آور هندی-زبان است که در سال ۲۰۲۳ اکران گردید، کارگردان فیلم پرانای مشرام است که اولین تجربه کارگردانی او بود. نقش محوری را نصرت باروچا بازی کرده‌است. فیلم تنها در روز ۲۵ اوت ۲۰۲۳ به نمایش درآمد.
ساخت فیلم در سال ۲۰۲۲ شروع شد و در ماه آوریل ۲۰۲۳ خاتمه یافت.